# Xylophanes nechus
Xylophanes nechus är en fjärilsart som beskrevs av Pieter Cramer 1777. Xylophanes nechus ingår i släktet Xylophanes och familjen svärmare. Inga underarter finns listade i Catalogue of Life.